# Список холодного оружия Красной Армии в Великой Отечественной войне

## Короткоклинковое оружие

### Штыки

#### Игольчатые
- Штык к винтовке Мосина образца 1891/1930 годов

Четырёхгранный игольчатый штык
- Однолезвийный штык к винтовке Мосина образца 1891/1930 годов

Однолезвийный игольчатый штык с долом, длина клинка — 285 мм; трубка как у четырёхгранного штыка

#### Клинковые
- Штык к автоматической винтовке системы Симонова образца 1936 года
- Штык к самозарядной винтовке системы Токарева образца 1938 года
- Штык к самозарядной винтовке системы Токарева образца 1940 года

### Ножи
- Армейский нож образца 1940 года («нож разведчика» НР-40, «нож автоматчика» НА-40, «нож десантника»)
- Нож канадского типа

Вариант охотничьего ножа: относительно широкий клинок длиной 175 мм формы клип-пойнт, с широким долом, рукоять прямая деревянная, либо по форме повторяет рукоять шашки, но выполнена из пластмассы.
- Нож офицерский экспериментальный

Полускладной (обоюдоострый клинок фронтально убирается в рукоять на 2/3 своей длины). В 1944 году нож рекомендован как офицерско-генеральское оружие, в 1945 году изготовлена опытная партия до 200 штук.
- Нож-стропорез

### Кортики
- Генеральский кортик образца 1940 года
- Морской командирский кортик образца 1940 года

## Длинноклинковое оружие
- Кавалерийская шашка командного и начальствующего состава образца 1927 года
- Кавалерийская шашка красноармейцев и младших командиров образца 1927 года
- Генеральская шашка образца 1940 года
- Шашка строевого начальствующего состава образца 1940 года
- Морская офицерская сабля образца 1855/ 1914 года (морской офицерский палаш)
- Морской курсантский палаш образца 1940 года

## Наградное оружие
- Наградной армейский нож

Вариант армейского ножа образца 1940 года. Рукоять желтого цвета, металлические элементы рукояти, гарды и ножен из латуни. На клинке гравируется наградная надпись.
- Наградной кортик

На рукояти кортика латунная пластинка с наградной надписью.
- Наградные шашки

Несколько вариантов оформления шашек образца 1927 года